# Distillery (Club)

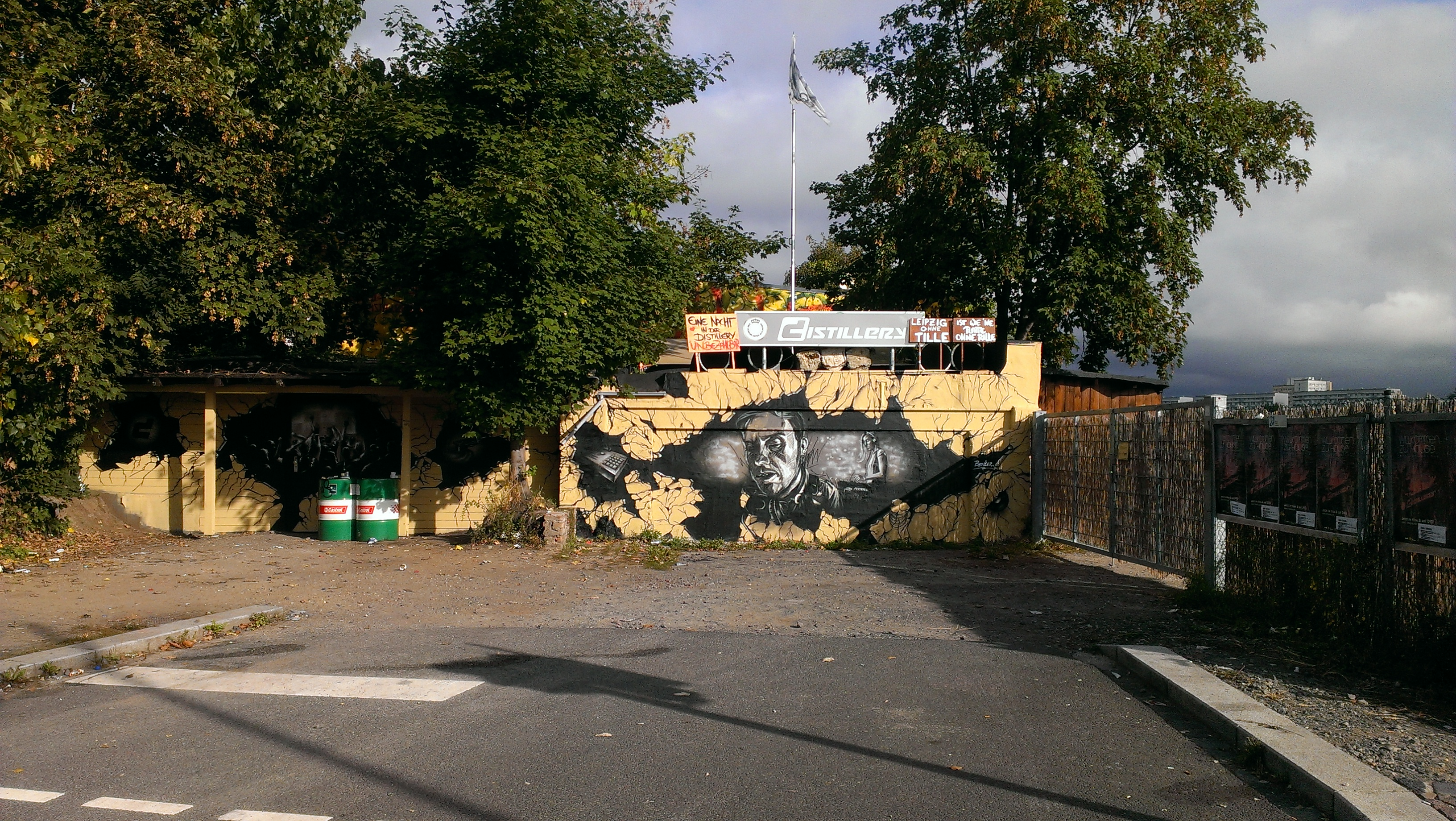
Straßenansicht (2013)

Die Distillery in Leipzig war der älteste Techno-Club in den neuen Bundesländern und galt als einer der bekanntesten Techno-Clubs in Deutschland.

## Entstehung und Geschichte

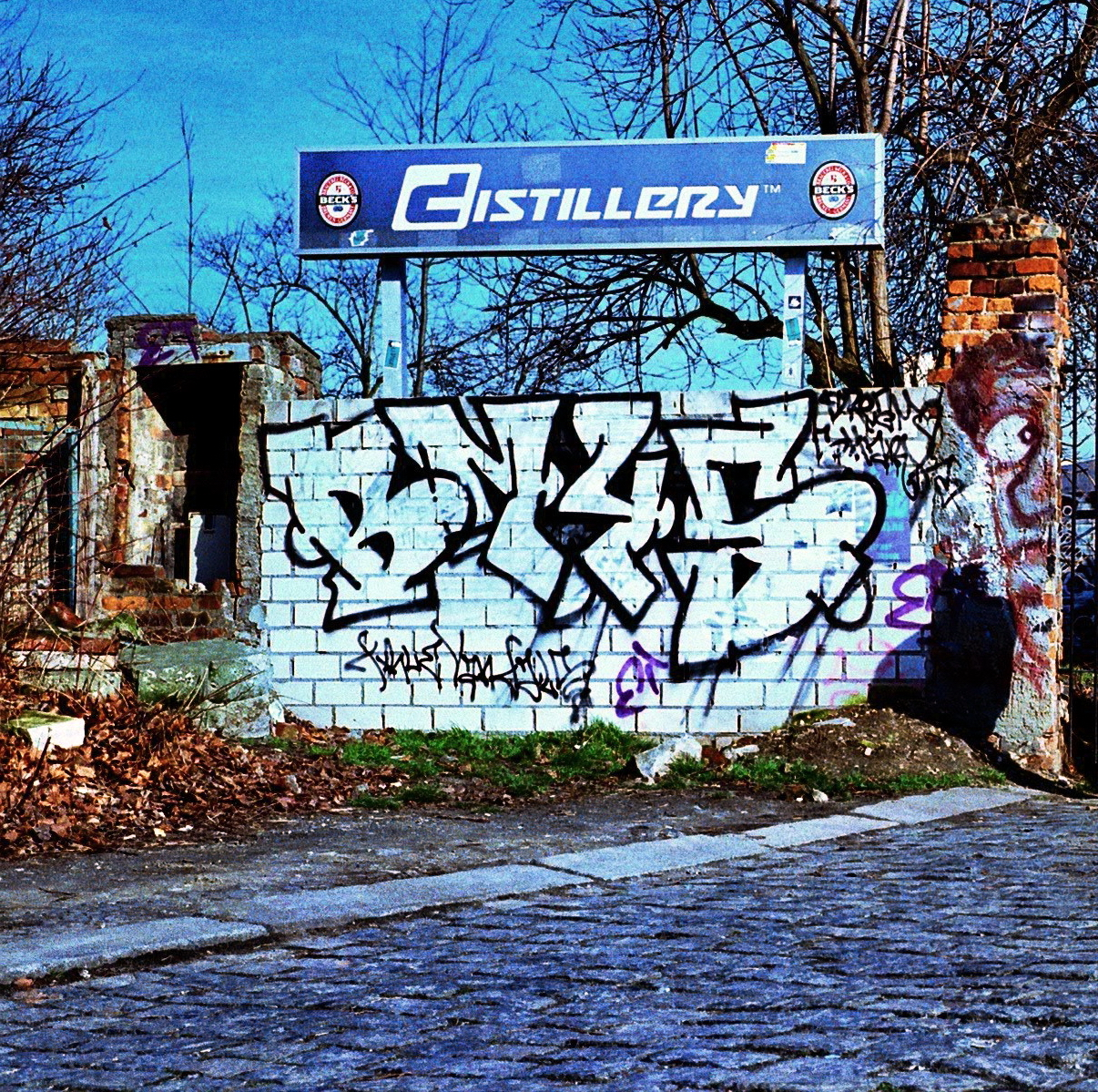
Straßenansicht (2007)

Der Club entstand im September 1992 auf dem Gelände der ehemaligen Kronen-Brauerei in der Biedermannstraße in Leipzig-Connewitz, die Idee hatten einige Freunde. Daher stammt wohl auch der Name (englische Bezeichnung für Destillerie), obwohl in der Brauerei nie Hochprozentiges gebrannt wurde. Die alte Location wurde aufgrund fehlender Konzessionen geschlossen (es fehlten vor allem Notausgänge), weshalb es Protestaktionen von Veranstaltern und Gästen gab, unter anderem mit Partys vor dem Leipziger Rathaus. Daraufhin einigten sich die Betreiber mit den Behörden im September 1995 auf eine neue Location in der Südvorstadt. Von da an befand sich der Club in einem Gebäude auf einem ehemaligen Gelände der Deutschen Bahn in der Kurt-Eisner-Straße 108a.
Nach 2011 war die Distillery abermals von Schließung bedroht. Die bisherige Lage des Clubs – am Ende zweier Sackgassen, auf einem nicht mehr genutzten Bahngelände – wurde Teil eines großen Bebauungsplanes um den Bayerischen Bahnhof und den Citytunnel. Der im Plan vorgesehene Lückenschluss zwischen Kurt-Eisner-Straße und Semmelweisstraße über die Bahngleise hinweg wurde bis 2010 realisiert, sodass der Club seitdem an einer vielbefahrenen Straße lag. Zudem sollte die Altenburger Straße nach Norden hin verlängert werden. Darüber hinaus wurde 2012 die Ausschreibung eines kompletten Bebauungsplanes für das Bahngelände beschlossen. Im Zuge dessen sollte der Club weichen, da die Stadtverwaltung Schwierigkeiten bei der Vermarktung der Baugrundstücke sah.
Es folgten Petitionen und Demonstrationen, an denen auch der Ex-Oberbürgermeister und Ex-Bundesverkehrsminister Wolfgang Tiefensee teilgenommen hat. Sowohl Die Grünen als auch DIE LINKE machten sich im Stadtparlament für einen Erhalt des Clubs am alten Standort stark. Im Juli 2014 bekannte sich die Stadtverwaltung in ihrer „Rahmenvereinbarung für die Entwicklung des Stadtraums Bayerischer Bahnhof“ zum Erhalt der Distillery. Seit März 2019 stand jedoch fest, dass der Club spätestens 2022 umziehen musste.
Am 29. Mai 2023 fand die letzte Veranstaltung und eine Demonstration am Standort in der Kurt-Eisner-Straße statt. Im April 2024 wurde der alte Standort des Clubs abgerissen.
Zusammen mit dem TV-Club Leipzig wurde die Leipziger Club- und Kulturstiftung gegründet und ein Umzug zum Gleisdreieck Leipzig angestrebt, jedoch wird dort entgegen erster Planungen mit einem Beginn des Kulturbetriebs nicht vor 2035 gerechnet. Bis zur Fertigstellung des neuen Standorts wird der Club interimsweise in der Messehalle 7 auf der Alten Messe beheimatet sein.

## Musikalische und kulturelle Entwicklung
Im Laufe der Jahre vollzog der Club eine musikalische Öffnung. Neben Techno und House haben auch Drum and Bass und andere Stilrichtungen der elektronischen Musik sowie Hip-Hop und Reggae ihren Platz im Programm gefunden. Zu den nationalen und internationalen Künstlern, welche in der Distillery auftraten, gehören unter anderem Carl Craig, Laurent Garnier, Jeff Mills, Dave Clarke, Sven Väth, Richie Hawtin, Ricardo Villalobos, Paul Kalkbrenner, Louie Austen, Steve Bug, LTJ Bukem, Afrika Bambaataa, DJ Vadim, Blowfly, DJ Krush, DJ Koze, Storm, Kool Keith und Princess Superstar. Zu den lokalen Residents des Clubs gehört der DJ und Produzent Chris Manura, der DJ und Produzent Daniel Stefanik und ehemals der Deep-House-DJ und -produzent Matthias Tanzmann.
Neben reinen DJ-Sets gibt es Liveacts, kleine Clubkonzerte und seit 2013 regelmäßig stattfindende Poetry Slams und andere Kulturveranstaltungen.

## Einlasspolitik
Die Türsteherpolitik war in den Anfangsjahren sehr streng, auch wenn es keinen Dresscode gegeben hat. Man wollte sich vom typischen „Disco-Publikum“ abgrenzen, was mit zum Erfolg des Clubs beigetragen hat. Heute ist die Türpolitik toleranter. Am Eingang beziehen die Betreiber mit einem schriftlichen Statement Stellung gegen Drogenkonsum und -handel.

## Th!nk? Open-Air
Aus dem Umfeld des Clubs ist das  Th!nk? hervorgegangen, ein Musikfestival für Elektronische Musik. Nachdem es in den vorherigen Jahren eher regional positioniert war, wurde es im Jahr 2010 als Tages-Open-Air am Cospudener See etabliert. Im Jahr 2022 fand es zum 14. Mal statt (und pausiert seitdem, Stand: 2024).

## Mitglied im Livekommbinat e. V.
Als Kulturbetrieb ist die Distillery Mitglied des Verbandes von Leipziger Clubs und Live-Musikspielstätten, die sich 2019 zu dem eingetragenen Verein Livekommbinat zusammengeschlossen haben. Die Vereinsmitglieder möchten zur Sicherung bzw. Verbesserung der Rahmenbedingungen der beteiligten Kultur- und Kreativräume beitragen und möchten einen Beitrag zur sozialen, künstlerischen und kulturellen Vielfalt leisten. Dazu gehört auch die Dokumentation geschlossener Veranstaltungsorte, die unter der Rubrik „Lost Clubs“ präsentiert werden.
Zu den Mitgliedern des Vereins zählen auch Conne Island, der Felsenkeller, das elipamanoke, das Geyserhaus (e.V.), das Institut für Zukunft (IfZ), der Kupfersaal (im Dresdner Hof), die Moritzbastei, das Tanzcafé Ilses Erika (im Haus der Demokratie), der TV-Club Leipzig, das UT Connewitz und das Werk 2.

## Auszeichnungen
- APPLAUS 2022 – Preis für Bestes Livemusikprogramm[10]